# پیش‌طاق

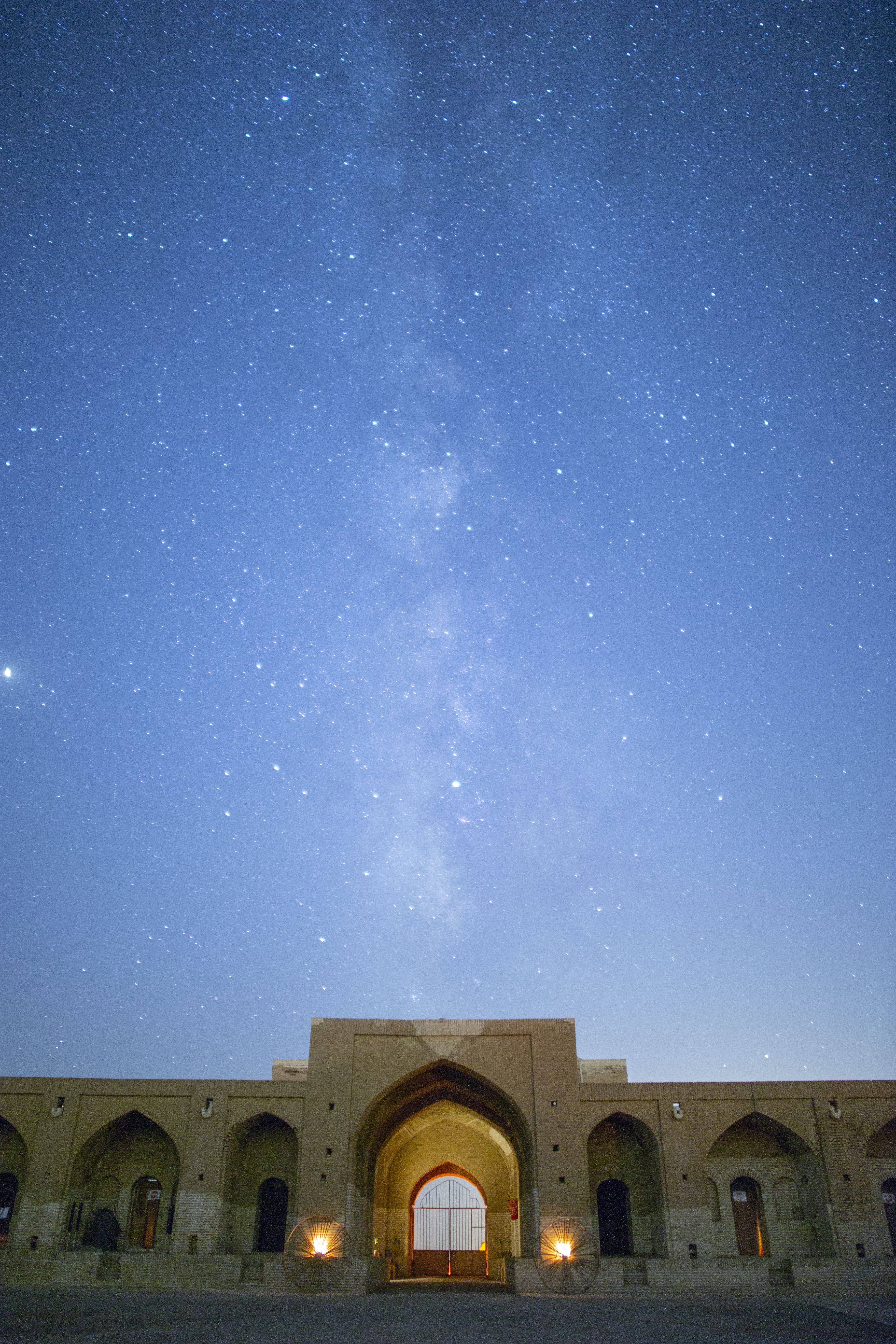
پیش طاق کاروانسرای ساسانی دیر گچین

پیش‌طاق در معماری اسلامی یا معماری ایرانی، دری عظیم که ورودی مسجد، کاروانسرا، مدرسه، یا آرامگاه را مشخص می‌کند.
عموماً ارتفاع پیش‌طاق از ارتفاع سایر اجزای نمای ساختمان بیشتر است تا ضمن نمایش دادن اهمیت ساختمان ورودی و موقعیت آن را نیز مشخص نماید. 